# Новий Лупків
Зараз тут знаходиться виправно-трудовий заклад (в'язниця).
Новий Лупків (пол. Nowy Łupków) — присілок на Лемківщині, у сучасній Польщі, Команчанській гміні Сяноцького повіту Підкарпатського воєводства.

## Розташування
Розташоване в південно-східній частині Польщі, у західній частині Західніх Бещад поблизу їх стику з пасмом Низьких Бескидів, під Лупківським перевалом при кордоні зі Словаччиною.

## Історія
Поселення залізничників і лісівників збудовано у 1872 році поблизу залізничної станції «Лупків»  на маршруті Львів—Будапешт Першої угорсько-галицької залізниці. 22 січня 1898 офіційно введена вузькоколійна залізниця до Тісної, яку 1904 року було продовжено до Кальниці.
Після II світової війни українців було виселено і тут був утворений сільськогосподарський держгосп. З 1968 р. тут знаходиться виправно-трудовий заклад для рецидивістів (в'язниця).
У 1990-их роках через Лупківський перевал з тунелем був відновлений рух пасажирських потягів між Сяноком та Меджилабірцями з продовженням на Гуменне, певний час курсував пасажирський потяг між Ряшевом і Кошицями, але через нерентабельність рух пасажирських потягів скасовано.